# Enkelstuga

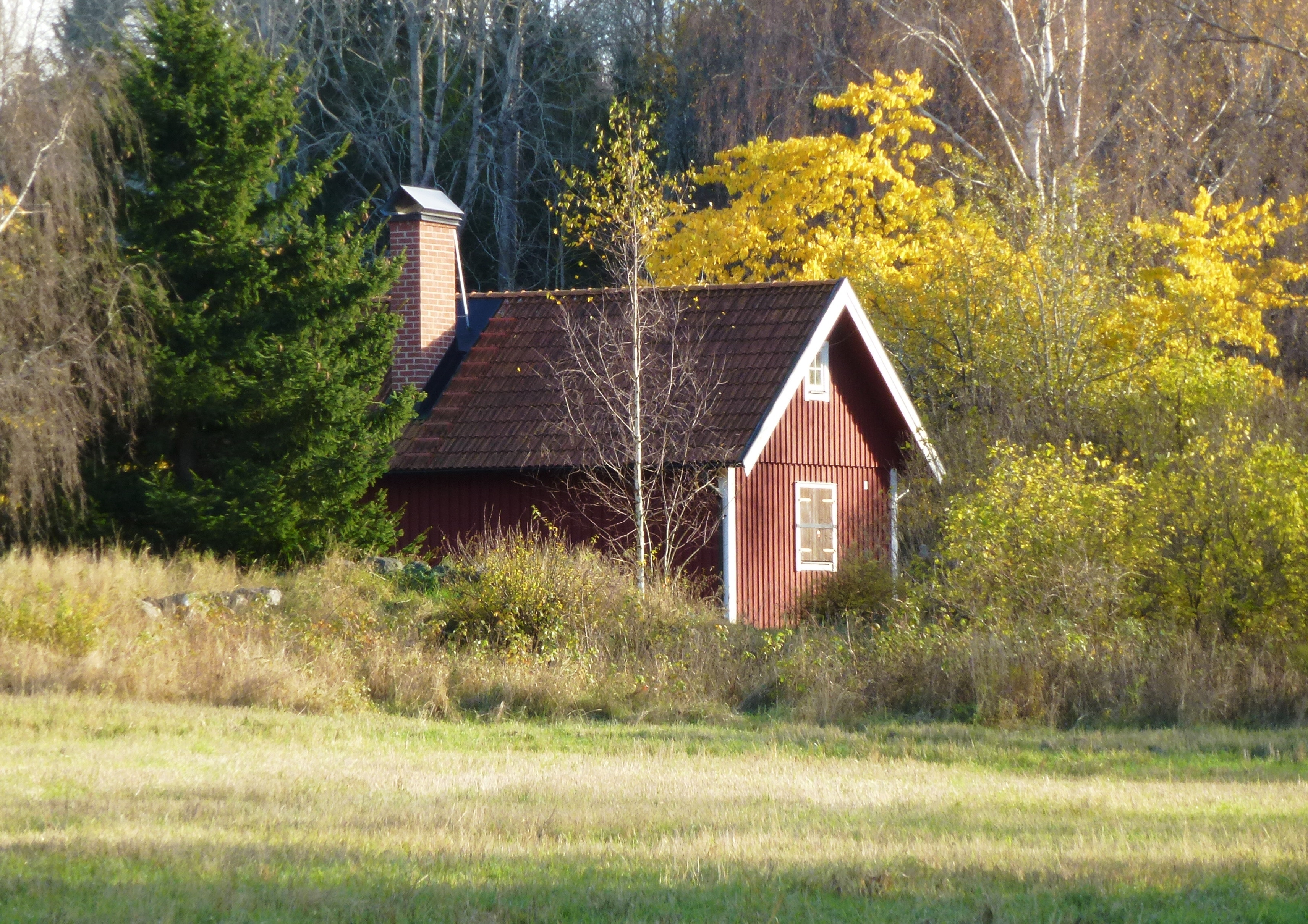
"Granmora" är en enkelstuga och var torp under Lindhovs gård.

Enkelstugan (även kallad Morastuga) är en äldre byggnadstyp för en stuga. Som hustyp har enkelstugan existerat åtminstone sedan medeltiden. Enkelstugan är en utveckling av enrumsstugan och har en asymmetrisk tredelad plan med ingången placerad på ena långsidan.

## Beskrivning

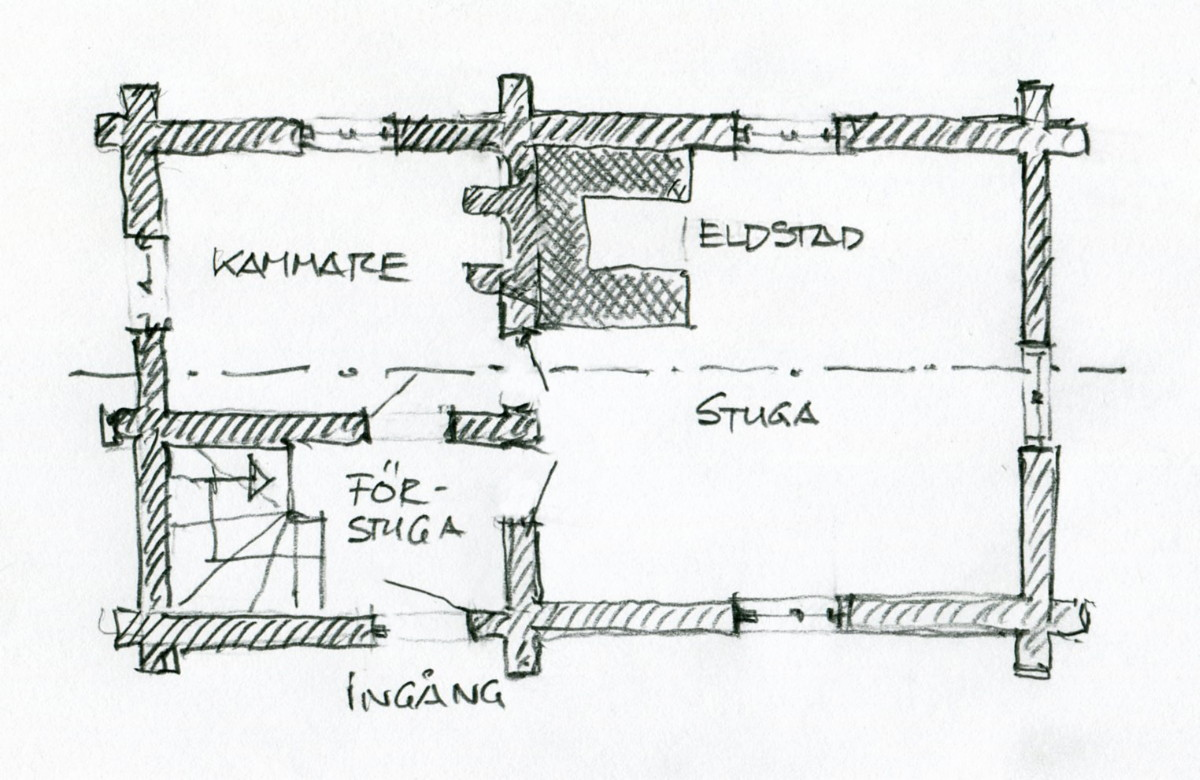
Typisk planlösning.

Enkelstugans plan består av bostadsrummet ”stugan” med eldstad. Husets ingång leder först i en mindre förstuga, där i vissa fall även en smal trappa går upp till vinden. Från förstugan når man en kammare och själva boningsrummet. Kammaren användes sällan även om den hade eldstad. Det var stugan som var kök, sovrum och under vintern även arbetsrum. Huset var mycket lågt för att lätt kunna värmas upp.
Från mitten av 1700-talet blev enkelstugan en vanlig hustyp för framför allt de mindre bondgårdarna och torpen. Hustypen byggdes som envåningshus men ibland förekom även en inredd vindskammare. Från 1800-talet byggdes enkelstugan ibland i två våningar ofta tillbyggd med en förstukvist eller veranda.